# Christliche Gewerkschaft (Österreich)
Die christlichen Gewerkschaften waren von 1903 bis 1934 in Österreich bestehende Gewerkschaften.

## Vorgeschichte

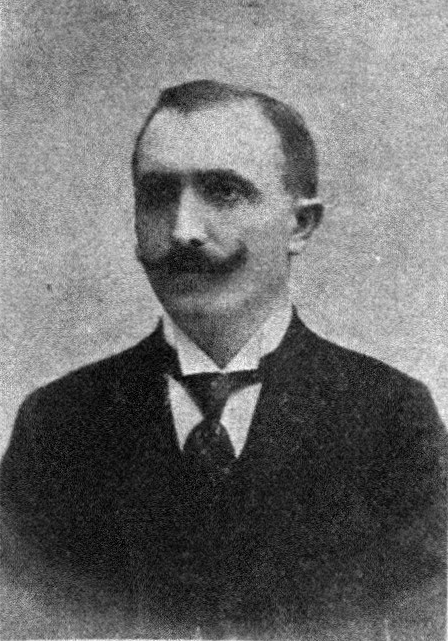
Leopold Kunschak, Gründer des Christlichsozialen Arbeitervereins

Die christliche Arbeiterbewegung in Österreich begann mit der Gründung eines Gesellenvereins nach dem Vorbild von Adolph Kolping durch den späteren Erzbischof von Wien Anton Gruscha im Jahr 1852. Gruscha versuchte dieses Konzept auch auf die Arbeiter zu übertragen. Die Vereins- und Versammlungsfreiheiten der Dezemberverfassung 1867 begünstigten die Gründung katholischer Arbeitervereine in ganz Österreich.
Durch Karl von Vogelsangs „Monatszeitschrift für christliche Socialreform“ wurde auch wohlhabenderen Gesellschaftsschichten die Lage der Arbeiter vor Augen geführt. Die vom mährischen Landpfarrer Anton Tschörner publizierten umfangreichen Statistiken über die Lebensverhältnisse der österreichischen Arbeiterschaft lösten einen Sturm der Empörung aus, der den Diskurs über die sozialen Probleme befruchtete. Aus Furcht vor einer Radikalisierung der Arbeiter wurden in den 1880er-Jahren in Österreich – wie in ganz Europa auch – Sozialgesetze eingeführt wie die allgemeine Unfallversicherung und eine Krankenversicherung.
Pater Anton Maria Schwartz und sein Kalasantinerorden gründeten Vereine zur Unterstützung junger Arbeiter und Lehrlinge. 1891 nahm Papst Leo XIII. in Rerum Novarum, der ersten umfassenden Enzyklika zur Katholischen Soziallehre, zur Situation der Arbeiter Stellung. Darin forderte der Papst unter anderem die Gründung von Arbeitervereinen und die Sonn- und Feiertagsruhe.
Ermutigt durch die Sozialenzyklika kam es zu einer Welle von Vereinsgründungen. Leopold Kunschak gründete 1892 den Christlichsozialen Arbeiterverein für Niederösterreich als politischen Verein, um die Interessen der Arbeiter besser vertreten zu können. Ab 1894 wurden für einzelne Berufsgruppen auch Fachvereine gegründet, die als unmittelbare Vorgänger der christlichen Gewerkschaften angesehen werden können.
Mit 31. Dezember 1900 gab es in Österreich 6.931 Arbeitervereine, davon waren mehr als die Hälfte sozialistisch, etwa 24 % waren christlichsozial organisiert.
Um die Jahrhundertwende bilden sich auch Zusammenfassungen von Arbeiterverbänden in Landesverbänden. Ein Dachverband entstand 1902 mit dem „Reichsverband der nichtpolitischen Vereinigungen christlicher Arbeiter Österreichs.“

## Gründung als Abteilungen der Arbeitervereine
Auf der ersten Konferenz am 1. Februar 1903 beschloss der Reichsverband ein grundsätzliches Bekenntnis zur gewerkschaftlichen Organisation, was den Beginn der christlichen Gewerkschaft in Österreich markiert. Auf der zweiten Konferenz am 15. August 1903 wurde der entsprechende erweiterte Tätigkeitsbereich des Reichsverbands beschlossen, wie Rechtsschutz für Mitglieder. 1904 wurde die Schaffung einer Jugendorganisation beschlossen und ab diesem Jahr wurde mit Der christliche Gewerkschafter von Franz Spalowsky auch eine monatlich erscheinende Zeitschrift publiziert.
Der Reichsverbandstag im September 1906 in Wien stand ganz im Zeichen der Gewerkschaften. Eine neu gegründete Reichsgewerkschaftskommission sollte die einzelnen Ortsgruppen miteinander verbinden. Die Fachverbände wurden als überholt angesehen und sollten durch Gewerkschaftsorganisationen abgelöst werden.
In den ersten Jahren wurde viel über die Organisationsform diskutiert. Vorerst waren die Gewerkschaften noch den Arbeitervereinen eingegliedert, ihre Entschlüsse konnten durch Einspruch der Landesorganisationen für ungültig erklärt werden. 1908 war man übereingekommen, die Gewerkschaften als selbständige Organisationen auszugliedern, als Zeitpunkt der Trennung von den Arbeitervereinen wurde der 1. Jänner 1909 beschlossen.
Während die christlichen Gewerkschaften künftig die politische Vertretung ihrer Mitglieder als zentrale Aufgabe wahrnahm, lag die Rolle der weiterhin bestehenden christlichen Arbeitervereine im Unterstützen kranker und arbeitsloser Mitglieder, im Unterrichtswesen, der Organisation von Vereinsbibliotheken und Vereinssparkassen und besonders in der religiösen Unterstützung ihrer Mitglieder.

## Selbständige Gewerkschaft

### Organisationsstruktur
Als oberste Instanz fungierte die Zentralkommission der christlichen Gewerkschaften, die mit der Führung der ganzen Bewegung betraut war. Ihr waren zwischen 20 und 30 Zentralverbände als Fachgewerkschaften angeschlossen. Diese untergliederten sich wiederum sachlich in Branchen- oder Betriebsgruppen und Fachsektionen, sowie territorial nach Landes-, Bezirks- und Ortsgruppen. Zur Koordination auf Landesebene kamen noch Landeskartelle, die der Zentralkommission angegliedert waren und die einzelne Bezirks- und Ortsgruppen auf der Ebene der Bundesländer koordinierten. 
Als zweite Spitzenorganisation übte die Kontrollkommission Überwachungs- und Kontrollfunktionen aus. Die Strukturen waren stark föderal geprägt, Verwaltungs- und Finanzhoheit lag bei den Fachgewerkschaften, die Spitzenorganisationen waren von diesen abhängig.
Alle zwei Jahre wurde von der Zentralkommission der Kongress der christlichen Gewerkschaften einberufen, seine Tagesordnungspunkte wurden auch von der Zentralkommission festgelegt.
International vernetzt war man durch die Mitgliedschaft der Zentralkommission in der Christlichen Gewerkschaftsinternationalen und der Fachgewerkschaften in den entsprechenden Fachinternationalen.

### Rahmenbedingungen in der Monarchie
Die christlichen Gewerkschaften hatten mit allerlei Widerständen zu kämpfen. Die sozialistischen Gewerkschaften bestanden schon länger, konnten somit auf mehr Erfahrung zurückgreifen und hatten etwa vier bis fünf Mal so viele Mitglieder wie die christlichen Gewerkschaften. Finanziell hatte man erst wenig Rücklagen aufgebaut, vom Staat war keine Unterstützung zu erwarten, und obwohl man im Gegensatz zu sozialistischen Gewerkschaften den Klassenkampf ablehnte, wurde die Gewerkschaft von Unternehmerseite als klassenkämpferische Organisation angesehen.
Dennoch gab es positive Entwicklungen: Die Mitgliederzahl stieg von 18.164 im Jahr 1906 auf 30.072 im Jahr 1909 und 44.603 im Jahr 1912, wobei die Mehrheit der Mitglieder aus Wien und Niederösterreich stammte. Politisch arbeitete man sehr eng mit der Christlichsozialen Partei zusammen. Man forderte Kollektivverträge, vertrat allerdings im Gegensatz zu den sozialistischen Gewerkschaften einen gemäßigteren Kurs, insofern man Rücksicht auf die Nationalökonomie als auch auf die wirtschaftliche Situation der jeweiligen Branche nahm.
Ein für September 1914 angekündigter Kongress der christlichen Gewerkschaften konnte aufgrund des Kriegsausbruch nicht mehr abgehalten werden. Der Krieg traf die Arbeiterschaft hart. Bedingt durch das Kriegsleistungsgesetz von 1912 wurden viele Betriebe staatlich geschützt, ihre Mitarbeiter unterstanden als „Kriegsleister“ plötzlich militärischer Leitung und dem Militärstrafrecht. Der Lohndruck stieg und gleichzeitig wurde die Versorgungslage schlechter. Erst die Einrichtung von Beschwerdestellen, in Wien und Niederösterreich 1915, in den anderen Ländern 1917, brachte Abhilfe, die Gewerkschaften wurden in dieser Kommission als Arbeitnehmervertreter anerkannt.
Alle Gewerkschaften verzeichneten während des Krieges starke Rückgänge in den Mitgliederzahlen, im Gegensatz zu den sozialistischen Gewerkschaften hatten die christlichen Gewerkschaften aber auch zu wenig personelle Ressourcen, um die verwaltungsorganisatorisch notwendigen Stellen zu besetzen. 1918 gab es nur noch 20.556 Mitglieder, während die sozialistischen Gewerkschaften mit ungefähr 413.000 fast den 20-fachen Mitgliederstand hielt.

### Rahmenbedingungen in der Ersten Republik
In den wirtschaftlich schwierigen Jahren nach dem Krieg kam es zu einer Hyperinflation und somit zu einer Finanzkrise in der jungen Republik, die erst durch eine Völkerbundanleihe und die Einführung des Schillings als Währung beendet werden konnten. Grundlage für die Anleihe waren die Genfer Protokolle, in denen sich Österreich zu sozialpolitischen und wirtschaftspolitischen Maßnahmen verpflichtete, wie der Streichung von Ausgaben für soziale Zwecke und die Reduktion des Budgetdefizits. Dadurch sank zwar der Handlungsspielraum der Gewerkschaften, allerdings halfen die Maßnahmen der Regierung von Ignaz Seipel auch die Arbeitslosigkeit zu reduzieren und die Hyperinflation zu beenden.
Organisatorisch war die Gewerkschaft stark mit dem personellen Wiederaufbau ihrer Strukturen beschäftigt, inhaltlich dominierte eine starke Antikriegshaltung und eine Stärkung des inneren Zusammenhalts gegen die sozialistischer Gewerkschaften, die angesichts revolutionärer Vorgänge in Deutschland eine Chance auf eine soziale Revolution in Österreich sahen, und im Kampf dafür in manchen Betrieben handgreiflich gegenüber christlich organisierten Gewerkschaftern wurden (sogenannter „Roter Terror“).
Bei steigenden Mitgliederzahlen wurde besonderer Wert auf die Bildungsarbeit gelegt. Dazu wurde ein Bildungshaus gegründet und zahlreiche Schriften zu sozialen, wirtschaftlichen und sozialpolitischen Themen wurden herausgegeben. 1925 betrugen die Ausgaben für Bildung ein Sechstel der Gesamtausgaben der Gewerkschaft.

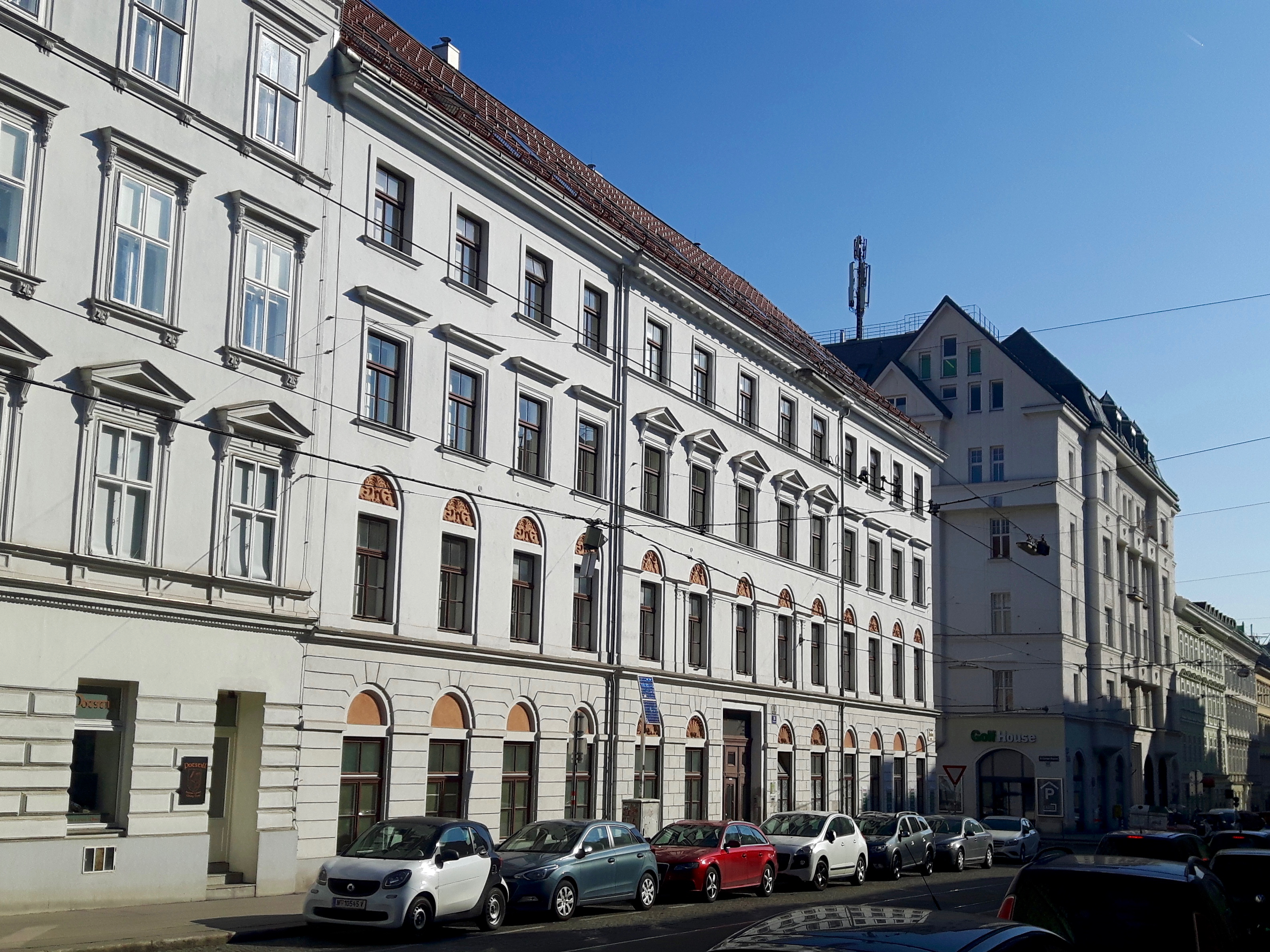
Haus der christlichen Gewerkschaften in Wien-Josefstadt

1926 wurde das Haus in der Wiener Laudongasse 16 gekauft, um alle gewerkschaftlichen Organisationen darin unterzubringen (heute Sitz des ÖAAB und der FCG). 1927 wurde mit dem Freiheitsbund auch ein eigener Wehrverband gegründet.
Im Jahr 1928 wurde erstmals ein Mitgliederstand von mehr als 100.000 verzeichnet. Auf dem letzten christlichen Gewerkschaftskongress 1929 wurden die Weichen in Richtung Zentralisierung gestellt.
Nach einigen wirtschaftlich verhältnismäßig stabilen Jahren läutete der New Yorker Börsenkrach von 1929 die Weltwirtschaftskrise ein. Zeitgleich geriet in Österreich die Boden-Credit-Anstalt in schwerste wirtschaftliche Schwierigkeiten und wurde von der Credit-Anstalt für Handel und Gewerbe übernommen, die 1931 selbst zahlungsunfähig wurde. Die wirtschaftliche Lage am Tiefpunkt der Krise zeigt sich im Bruttoinlandsprodukt, das 1933 real nur 81,5 % des Niveaus des Jahres 1913 betrug. Der wirtschaftliche Produktionsrückgang hatte steigenden Lohndruck, Abbau von Sozialleistungen, Anstieg der Arbeitslosenzahlen und damit eine zunehmende Verelendung der Arbeiterschaft zur Folge. Auch die Mitgliederzahlen der Gewerkschaften sanken in diesen Jahren, der Fokus der Gewerkschaften lag nun auf dem Erhalt der bestehenden sozialen Errungenschaften.
In dieser wirtschaftlich gespannten Phase gründeten auch die Heimwehren eigene Gewerkschaftsorganisationen, die Unabhängigen Gewerkschaften, die anfänglich große Erfolge für sich verbuchen konnten. Die christlichen Gewerkschaften distanzierten sich von den nach dem Korneuburger Eid eindeutig anti-demokratischen Heimwehrorganisationen.

### Ende im Ständestaat
Im März 1933 nutzte Bundeskanzler Dollfuß eine momentane Beschlussunfähigkeit des Nationalrates zur Ausschaltung des Parlaments. Während der Februarkämpfe wurden am 13. Februar 1934 die sozialistischen Gewerkschaften verboten. Kurze Zeit konnte sich die christliche Gewerkschaft über einen Mitgliederstand von über 200.000 freuen, sie wurde aber selbst mit der Errichtung der ständestaatlichen Einheitsgewerkschaft am 1. Mai 1934 abgeschafft. Durch Umwandlung ihrer Organisationen in kulturelle Vereinigungen entging sie zwar der Auflösung, musste aber auf gewerkschaftliche Agitation verzichten. Viele Persönlichkeiten aus den christlichen Gewerkschaften traten zur Einheitsgewerkschaft über, zum Beispiel wurde Johann Staud, als ehemaliger Generalsekretär der christlichen Gewerkschaften, Präsident der Einheitsgewerkschaft.